# Max Rötger (Beamter, 1860)
Max Rötger (* 27. August 1860 in Wittenberg; † 7. April 1923 in Berlin-Grunewald) war ein deutscher Verwaltungs- und Industriejurist. Er war Landrat der Kreise Labiau und Essen sowie Vorsitzender des Direktoriums der Fried. Krupp AG und Präsident der Handelskammer Essen.

## Leben
Max Rötger war der Sohn des Präsidenten der Seehandlungsgesellschaft Max Gotthilf Rötger (1830–1886). Nach dem Abitur am Wilhelms-Gymnasium studierte er in Heidelberg und Berlin Rechts- und Staatswissenschaften. Hier wurde er Mitglied der nachmaligen Landsmannschaft Guilelmia.
Am 15. Dezember 1882 wurde Rötger zum Gerichtsreferendar ernannt und folglich am 4. September 1885 zum Regierungsreferendar in Potsdam. Dem folgte ab dem 15. August 1888 die Tätigkeit als Regierungsassessor beim Polizeipräsidenten in Berlin. Nach mehrjähriger Anstellung als juristischer Hilfsarbeiter beim Oberpräsidium im ostpreußischen Königsberg wurde er am 1. Februar 1892 Landrat des Kreises Labiau.
Am 12. Mai 1899 übernahm Rötger zunächst kommissarisch und am 16. September 1899 endgültig das Amt des Landrats im Kreis Essen. 1901 gab er dieses Amt auf um Vorsitzender des Direktoriums der Firma Krupp in Essen zu werden. Von 1902 bis 1909 war er als Nachfolger von Hanns Jencke Vorsitzender des Direktoriums. In dieser Eigenschaft war er gleichzeitig Präsident der Handelskammer Essen und Vorsitzender der vereinigten Handelskammer des niederrheinischen Industrieverbandes. Wegen Differenzen mit Gustav Krupp von Bohlen und Halbach schied er 1909 aus der Firma Krupp aus. Sein Nachfolger wurde Alfred Hugenberg. Zwischen 1909 und 1919 war Rötger Vorsitzender des Centralverbandes Deutscher Industrieller. Er war maßgeblich an der Bildung des Reichsverbands der Deutschen Industrie beteiligt, dessen Ehrenmitglied er wurde. Außerdem war er zeitweise Präsidiumsmitglied des Hansabundes. In diesem löste er 1911 eine Krise aus, als er sich mit den Vertretern der Schwerindustrie aus dem Bund zurückzog. Während des Ersten Weltkrieges war er Direktor im Kriegsausschuss der deutschen Industrie. 1917 zählte er zu den Gründern der Deutschen Vaterlandspartei.